# Jean-Jacques Meynard
Pour les articles homonymes, voir Meynard.
Jean-Jacques Meynard est un homme politique français né le 15 décembre 1784 à Orange (Vaucluse) et mort le 12 mai 1848 dans la même ville.

## Biographie
Jean-Jacques Meynard naît le 15 décembre 1784 à Orange. Issu d'une famille protestante, il est le fils de Jean-Jacques Meynard, négociant, et de son épouse, Madeleine Meynard. 
Négociant à Avignon, il y était également conseiller municipal.
Il meurt le 12 mai 1848 à Orange. 

## Distinctions
- Chevalier de la Légion d'honneur (8 mai 1835)[3]
- Officier de la Légion d'honneur (12 janvier 1838)[3]
- Commandeur de la Légion d'honneur (9 juillet 1843)[3]